# 鬼玩人：復活
是一部2023年美國超自然恐怖片，由李·克寧編導。該片為《鬼玩人》系列第五部電影，由莉莉·蘇利文、艾莉莎·薩瑟蘭、摩根·戴維斯、嘉布麗葉兒·埃霍爾斯和奈爾·費雪主演。故事講述兩個疏遠的姐妹在團聚時遭被惡靈附體騷擾，使她們為生存展開反擊。
在這部電影的開發之前，已經取消《屍變》和《魔誡英豪》的直接續集以及電視劇《鬼玩人》（2015-2018年）第四季的計劃。直到2019年10月，山姆·雷米宣布正在製作一部新電影，勞勃·泰普特擔任製片人，雷米和布魯斯·坎貝爾擔任執行製片人，克寧負責編劇和導演。新線影業（第一部電影的發行商）宣佈為該部的電影製作公司。主要拍攝於2021年6月至2021年10月在新西蘭進行。這部電影最初定於在串流媒體服務HBO Max上首映，但發行商華納兄弟選擇在放映後，優先在電影劇院發行。
《鬼玩人：復活》2023年3月15日在西南偏南（SXSW）首映，並於4月21日在美國由華納兄弟影業發行。這部電影獲得了評論家的普遍正面評價，全球票房收入超過1.4億美元，製作預算為1500～1900百萬美元，成為該系列中票房最高的電影。續集《鬼玩人：燃燒》定於2026年7月24日於美國上映。

## 概括
表姐妹特蕾莎和杰西卡以及杰西卡的男朋友凯勒布在湖边的小屋度假时，病态的杰西卡杀死了特蕾莎和凯勒布，故事由此展开。前一天，贝丝得知自己怀孕后感到沮丧，便去探望她在洛杉矶的姊姊艾莉，艾莉是一名纹身师，独自抚养青少年丹尼和布里奇特，以及小女儿卡西。地震揭示了公寓地下室的一个隐藏房间。丹尼在里面发现了宗教文物、留声机唱片和一本名为《Naturom Demonto》的奇怪书籍。这本书包含了一名牧师召唤恶魔（死灵）的研究。
艾莉被一种看不见的力量附身，并攻击她的家人。孩子们将艾莉锁在外面，但艾莉复活并继续攻击。丹尼和贝丝意识到艾莉被恶魔附身，布里奇特也被附身并杀死了丹尼。贝丝和卡西努力阻止艾莉。艾莉、布里奇特和丹尼的尸体变成了一个多肢的怪物。贝丝和卡西成功摧毁怪物并逃脱。第二天早上，杰西卡去停车场时被一种看不见的力量攻击。

## 演員
- 莉莉·蘇利文（英语：Lily Sullivan）飾演貝絲（Beth）
- 艾莉莎·薩瑟蘭（英语：Alyssa Sutherland）飾演艾莉（Ellie）
- 嘉布麗葉兒·埃霍爾斯（Gabrielle Echols）飾演布莉姬（Bridget）
- 摩根·戴維斯（英语：Morgan Davies）飾演丹尼（Danny）
- 妮爾·費雪（Nell Fisher）飾演凱西（Kassie）
- 米拉白·皮斯（Mirabai Pease）飾演泰瑞莎（Teresa）
- 安娜-瑪麗·湯瑪斯（Anna-Maree Thomas）飾演潔西卡（Jessica）
- 理查·克勞克利（Richard Crouchley）飾演凱勒（Caleb）
- 傑登·丹尼爾斯（Jayden Daniels）飾演蓋布瑞（Gabriel）
- 比利·雷諾斯-麥卡錫（Billy Reynolds-McCarthy）飾演傑克（Jake）
- 布魯斯·坎貝爾聲演艾許·威廉斯（英语：Ash Williams）（客串）

## 製作
2021年5月，據透露艾莉莎·薩瑟蘭、莉莉·蘇利文將出演主角。2021年6月，嘉布麗葉兒·埃霍爾斯（Gabrielle Echols）、摩根·戴維斯和妮爾·費雪（Nell Fisher）參演。2021年7月，米亞·查利斯（Mia Challis）參演。

### 拍攝
主體拍攝於2021年6月6日在紐西蘭開始進行，同年10月27日殺青。

## 發行
《鬼玩人：復活》定於2023年4月21日美國上映。該片最初定於HBO Max獨家上線，後改為院線上映。

## 外部連結
- 互联网电影数据库（IMDb）上《鬼玩人：復活》的资料（英文）
- 開眼電影網上《鬼玩人：復活》的資料（繁體中文）
- 豆瓣电影上《鬼玩人：復活》的資料 （简体中文）